# Elisabetta di Wittelsbach (regina dei Romani)
Elisabetta di Baviera (Landshut, 1227 – 9 ottobre 1273) è stata regina consorte di Germania, Sicilia e Gerusalemme e successivamente contessa consorte del Tirolo.

## Biografia
Era figlia del duca di Baviera Ottone II. Sposò il re di Germania Corrado IV, figlio di Federico II a Vohburg il 1º settembre 1246. Dall'unione con Corrado nacque Corradino (1252 - 1268).
Rimasta vedova di Corrado, si risposò il 6 ottobre 1258 con Mainardo II di Tirolo-Gorizia, dal quale ebbe sei figli: Alberto III di Tirolo, Enrico, Ottone, Ludovico, Agnese (moglie di Federico I di Meißen), Elisabetta (moglie di Alberto I d'Asburgo).
Alla notizia della cattura di Corradino durante la battaglia di Tagliacozzo e della sua condanna morte (1268), Elisabetta accorse a Napoli per tentare di riscattarlo. Ma il suo intervento fu vano, infatti riuscì solo a far un lascito alla chiesa del Carmine di Napoli in virtù del quale tuttora annualmente viene dedicata una messa in suffragio del figlio.

## Ascendenza
|                           |                 |                                  | Genitori                |  |  | Nonni |  |  | Bisnonni            |  |  | Trisnonni                |  |
|                           |                 |                                  |                         |  |  |       |  |  | Ottone I di Baviera |  |  | Ottone IV di Wittelsbach |  |
|                           |                 |                                  |                         |  |  |       |  |  | Ottone I di Baviera |  |  | Ottone IV di Wittelsbach |  |
|                           |                 | Heilika di Pettendorf-Lengenfeld |                         |  |  |       |  |  | Ottone I di Baviera |  |  |                          |  |
| Ludovico I di Baviera     |                 |                                  |                         |  |  |       |  |  | Ottone I di Baviera |  |  |                          |  |
|                           |                 | Agnese di Loon                   | Luigi I di Loon         |  |  |       |  |  |                     |  |  |                          |  |
|                           |                 | Agnese di Loon                   | Luigi I di Loon         |  |  |       |  |  |                     |  |  |                          |  |
|                           |                 | Agnese di Loon                   | Agnese di Metz          |  |  |       |  |  |                     |  |  |                          |  |
| Ottone II di Baviera      |                 | Agnese di Loon                   |                         |  |  |       |  |  |                     |  |  |                          |  |
|                           |                 | Federico di Boemia               | Vladislao II di Boemia  |  |  |       |  |  |                     |  |  |                          |  |
|                           |                 | Federico di Boemia               | Vladislao II di Boemia  |  |  |       |  |  |                     |  |  |                          |  |
|                           |                 | Federico di Boemia               | Gertrude di Babenberg   |  |  |       |  |  |                     |  |  |                          |  |
| Ludmilla di Boemia        |                 | Federico di Boemia               |                         |  |  |       |  |  |                     |  |  |                          |  |
|                           |                 | Elisabetta d'Ungheria            | Géza II d'Ungheria      |  |  |       |  |  |                     |  |  |                          |  |
|                           |                 | Elisabetta d'Ungheria            | Géza II d'Ungheria      |  |  |       |  |  |                     |  |  |                          |  |
|                           |                 | Elisabetta d'Ungheria            | Efrosin'ja Mstislavna   |  |  |       |  |  |                     |  |  |                          |  |
| Elisabetta di Wittelsbach |                 | Elisabetta d'Ungheria            |                         |  |  |       |  |  |                     |  |  |                          |  |
|                           | Enrico il Leone | Enrico X di Baviera              |                         |  |  |       |  |  |                     |  |  |                          |  |
|                           | Enrico il Leone | Enrico X di Baviera              |                         |  |  |       |  |  |                     |  |  |                          |  |
|                           | Enrico il Leone | Gertrude di Supplimburgo         |                         |  |  |       |  |  |                     |  |  |                          |  |
| Enrico V del Palatinato   | Enrico il Leone |                                  |                         |  |  |       |  |  |                     |  |  |                          |  |
|                           |                 | Matilda d'Inghilterra            | Enrico II d'Inghilterra |  |  |       |  |  |                     |  |  |                          |  |
|                           |                 | Matilda d'Inghilterra            | Enrico II d'Inghilterra |  |  |       |  |  |                     |  |  |                          |  |
|                           |                 | Matilda d'Inghilterra            | Eleonora d'Aquitania    |  |  |       |  |  |                     |  |  |                          |  |
| Agnese del Palatinato     |                 | Matilda d'Inghilterra            |                         |  |  |       |  |  |                     |  |  |                          |  |
|                           |                 | Corrado Hohenstaufen             | Federico II di Svevia   |  |  |       |  |  |                     |  |  |                          |  |
|                           |                 | Corrado Hohenstaufen             | Federico II di Svevia   |  |  |       |  |  |                     |  |  |                          |  |
|                           |                 | Corrado Hohenstaufen             | Agnese di Saarbrücken   |  |  |       |  |  |                     |  |  |                          |  |
| Agnese di Hohenstaufen    |                 | Corrado Hohenstaufen             |                         |  |  |       |  |  |                     |  |  |                          |  |
|                           |                 | Irmengarda di Henneberg          | Bertoldo I di Henneberg |  |  |       |  |  |                     |  |  |                          |  |
|                           |                 | Irmengarda di Henneberg          | Bertoldo I di Henneberg |  |  |       |  |  |                     |  |  |                          |  |
|                           |                 | Irmengarda di Henneberg          | Berta di Putelendorf    |  |  |       |  |  |                     |  |  |                          |  |
|                           |                 | Irmengarda di Henneberg          |                         |  |  |       |  |  |                     |  |  |                          |  |